# Lescure-Jaoul
Lescure-Jaoul är en kommun i departementet Aveyron i regionen Occitanien i södra Frankrike. Kommunen ligger  i kantonen La Salvetat-Peyralès som ligger i arrondissementet Rodez. År 2022 hade Lescure-Jaoul 222 invånare.

## Befolkningsutveckling
Antalet invånare i kommunen Lescure-Jaoul
Referens: INSEE